# Sparganothina covelli
Espèce
Sparganothina covelli est une espèce de papillons de nuit de la famille des Tortricidae.

## Répartition et habitat
Sparganothina covelli est décrite de Bolivie.

## Taxinomie
L'espèce Sparganothina covelli est décrite par Bernard Landry en 2001.